# La leggenda dei vampiri
La leggenda dei vampiri (Kohtalon kirja, titolo internazionale The Book of Fate) è un film del 2003 diretto da Tommi Lepola e Tero Molin.
Nel mercato italiano è uscito nel 2006.
Il film è stato premiato al New York International Independent Film and Video Festival.

## Trama
Si tratta di un film a episodi incorniciati dalla storia di un libro del destino scrivendo sul quale è possibile cambiare il futuro.
Episodio 1 : Transilvania, un prete con l'aiuto del fratello cerca di salvare la sorella morsa da un vampiro. Trova il libro e poco prima di soccombere riesce ad avere una seconda possibilità.
Episodio 2 : un cacciatore di taglie nel far west (molto somigliante al prete) deve difendersi da una banda che vuole liberare uno dei membri del gruppo. Si trova nel mezzo di una sparatoria ma grazie al libro la scena cambia.
Episodio 3 : Un soldato nella guerra di inverno combattuta nel 1939 tra russi e finlandesi. Trova il libro che lo salva dall'esplosione di una granata.
Episodio 4 :  Tampere, al giorno d'oggi, un professore impazzito ha creato un virus micidiale e al tempo stesso è in possesso del libro del destino. Una coppia di agenti cerca di fermarlo.
Episodio 5 : futuro, un cyborg (che somiglia sempre al prete del primo episodio) cerca il libro grazie al quale potrebbe salvare molte vite innocenti. Viene contattato dagli alieni che lo mettono in guardia su di una presenza femminile. La donna si presenta e mentre sta cercando di eliminarla sacrificando se stesso, tramite lo spirito del prete si accorge che non è lei la nemica e di aver fatto la scelta sbagliata ma forse può ancora intervire.
Alla fine la storia si dipana e tutti gli episodi si concludono positivamente.